# حديقة تلال الفسطاط
حديقة تلال الفسطاط هو مشروع مخطط لإنشاء حديقة تقع في منطقة الفسطاط بمدينة القاهرة، مصر. ستقام الحديقة على مساحة 500 فدان بالقرب من المتحف القومي للحضارة المصرية، بحيرة عين الصيرة، مجمع الأديان ومسجد عمرو بن العاص. تتضمن الحديقة منطقة أثار وحفريات قديمة ويتوسط الحديقة هضبة كبيرة تتيح التواصل البصري مع أهرامات الجيزة وقلعة صلاح الدين.
تبلغ تكلفة المشروع حوالي 6 مليار جنيه مصري  ومن المخطط بجانب الحديقة أن تضم مناطق تراثية، مغامرات، ثقافية، تاريخية ومنطقة حديقة الزهور المصرية ومركز ترفيهي إلى جانب منطقة الأسواق، ومنطقة القصبة، والمنطقة الفندقية، فضلاً عن مسرح طومان باي، وساحة البحيرة، ومسرح الوادى. ومن المخطط إنشاء خط تلفريك يربط بين الحديقة وحديقة الأزهر.